# Микляево (Тверская область)
Микляево — деревня в Весьегонском муниципальном округе Тверской области.

## География
Деревня находится в северо-восточной части Тверской области на расстоянии приблизительно 23 км на юг по прямой от районного центра города Весьегонск.

## История
Известна с 1646 года как вотчина стольника Якова Михайловича Толочанова. Дворов (хозяйств) было 5 (1859 год), 12 (1889), 11 (1931), 11 (1963), 6 (1993), 6(2008),. До 2019 года входила в состав Чамеровского сельского поселения до упразднения последнего.

## Население
Численность населения: 36 человек (1859 год), 32(1889), 59 (1931), 25 (1963), 10 (1993), 4 (2021),, 16 (81 % русские) в 2002 году, 16 в 2010.